# Vilmnitz
Vilmnitz ist ein Ortsteil mit ca. 200 Einwohnern der Stadt Putbus auf der Insel Rügen im Landkreis Vorpommern-Rügen in Mecklenburg-Vorpommern.

## Geografie und Verkehrsanbindung
Vilmnitz liegt ca. 4 km östlich der Kernstadt Putbus an der Landesstraße L 29 in einer Höhe von ca. 30 m; die Ostsee ist ca. 500 m vom Ortskern entfernt. Südlich liegt das 157 ha große Naturschutzgebiet Goor-Muglitz.

## Kunst und Kultur

### Sehenswürdigkeiten
Siehe auch Liste der Baudenkmale in Putbus#Vilmnitz

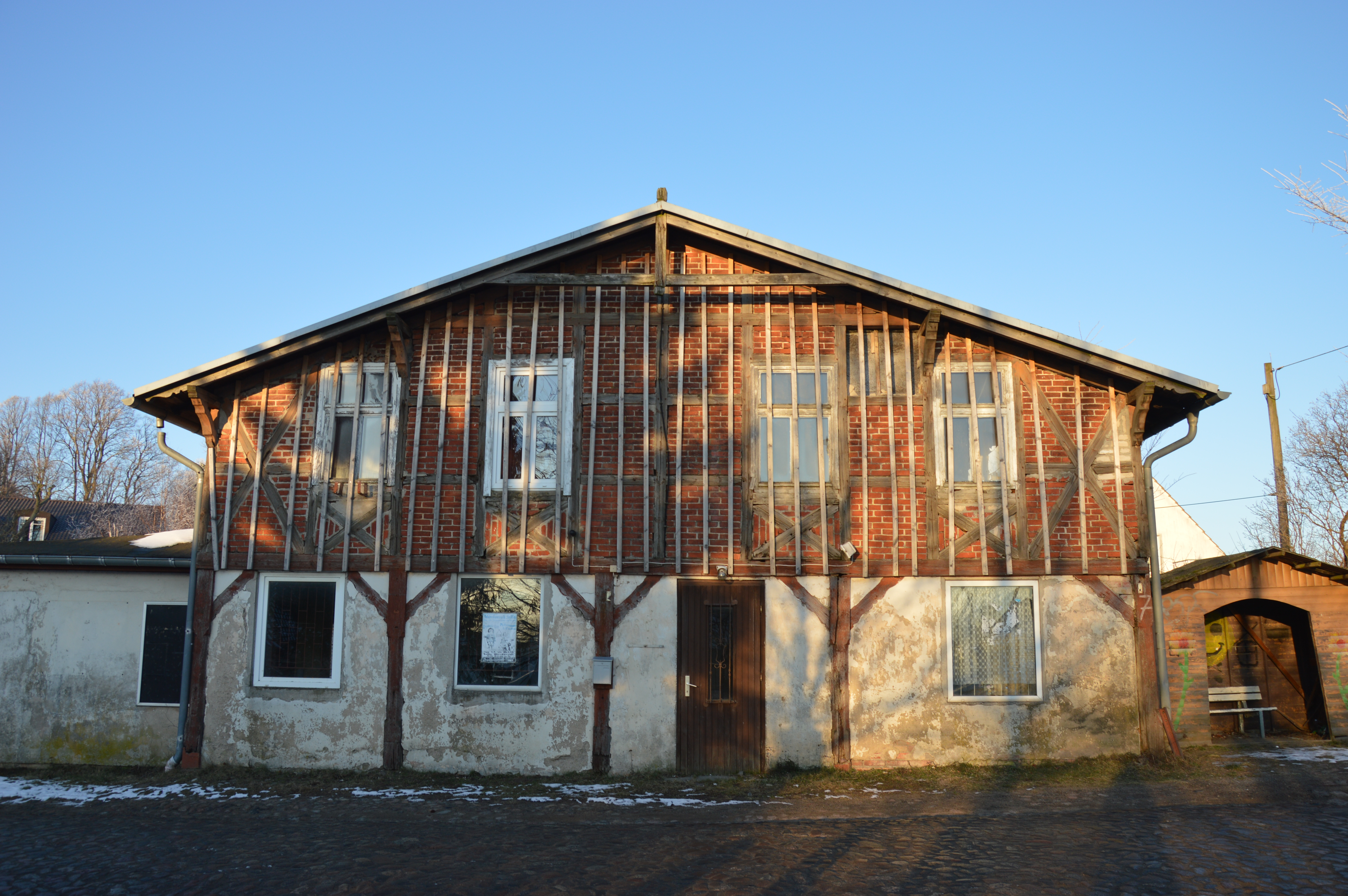
"Erbkrug", Vilmnitz Nr. 7

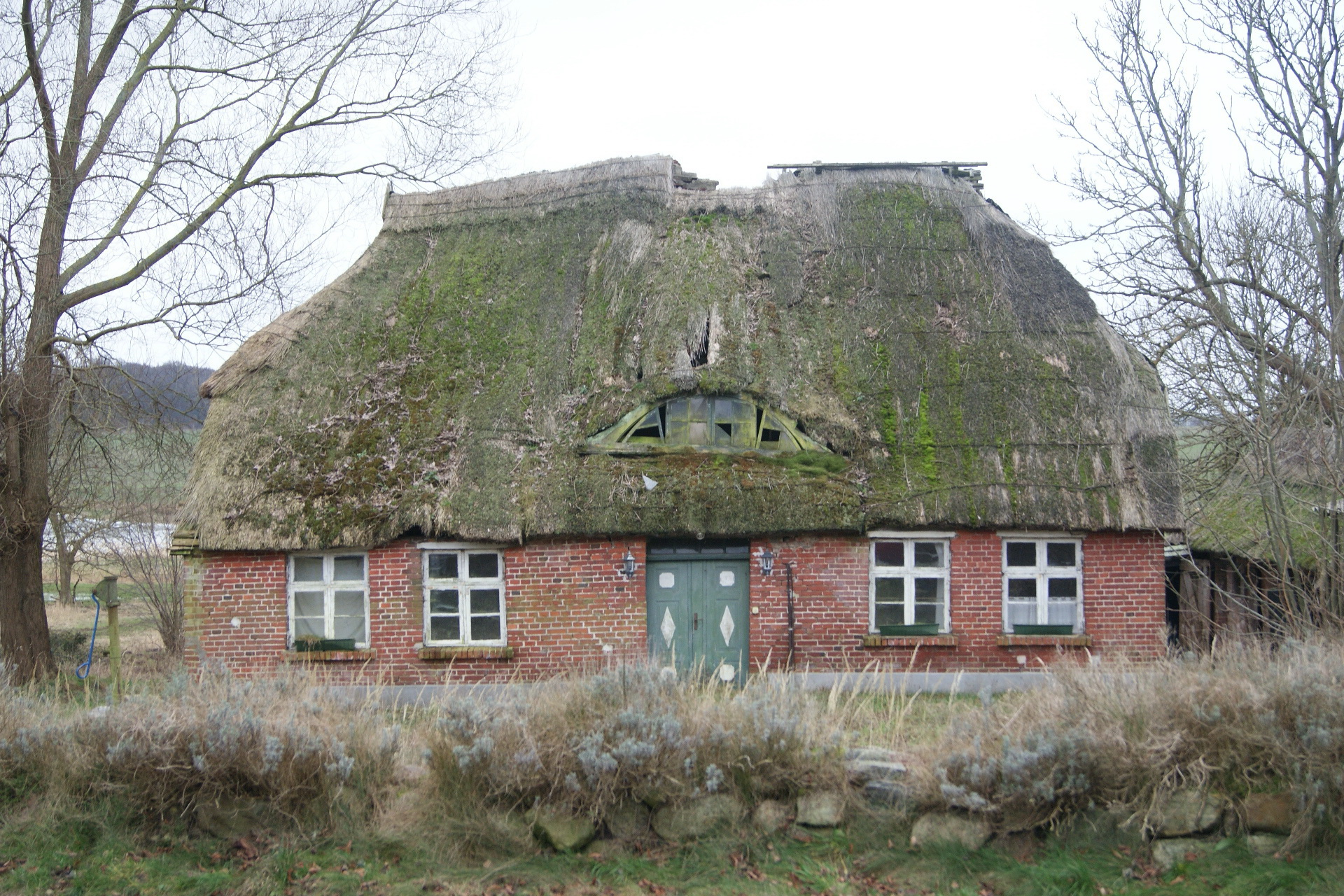
Bauernhof Dorfstr. 22 (2012)

- Maria-Magdalena-Kirche und Friedhof mit Umfassungsmauer und Grabwangen (Chausseestraße)
- Katen (Armenhaus; Chausseestraße 2)
- Wohnhaus (ehem. Schule; Chausseestraße 3)
- Küsterhaus (an der Kirche; Chausseestraße 4)
- Wohnhaus (ehem. Gasthaus; Chausseestraße 7)

Der Erbkrug ist ein im Jahr 1880 errichtetes, sogenanntes Vorlaubenhaus. Es handelt sich bei diesem Gebäude um ein zweigeschossiges giebelständiges Haus mit flachem Satteldach und breitem Dachüberstand. Die dekorativen Sparrenköpfe sind sichtbar. Es besitzt eine hängende Firstsäule mit Kehlbalken und Fachwerk mit gefasten Balken und Andreaskreuzen. Der früher offene Laubengang im Erdgeschoss wird getragen von Fachwerkständern und Kopfbändern. Er ist zurzeit zugemauert und mit Fenstern versehen. Der obere Teil des Gebäudes ist mit einer Lattung gesichert. Noch heute ist beim Erbkrug gut zu erkennen, dass es sich bei diesem Gebäude um eine ländliche Variante der Bäderarchitektur handelt. Die Vorlauben zum Draußensitzen findet man auch bei zwei zur gleichen Zeit errichteten Ausflugsgaststätten auf Jasmund. Es handelt sich hierbei um das Haus Stubbenkammer und um die Waldhalle. Beide sind heute Teil der Museen des Nationalparks. Das dortige Haus Stubbenkammer wurde vom Fürsten zu Putbus beauftragt und von Karl Friedrich Schinkel entworfen. Nach einem Brand wurde in Anlehnung an den schinkelschen Entwurf das Ausflugslokal neu errichtet. Der Vilmnitzer Erbkrug ist ein typisches Gasthaus im Schweizer Stil, für das der schinkelsche Entwurf Vorbildcharakter hatte.
- Bauernhof mit Stall und Scheune (Dorfstraße 9)
- Wohnhaus (Dorfstraße 17)
- Ehemaliger Bauernhof mit Wohnhaus, Scheune, Stall und Hofmauer (Dorfstraße 22), 2015 abgerissen für den Neubau einer Ferienhausanlage

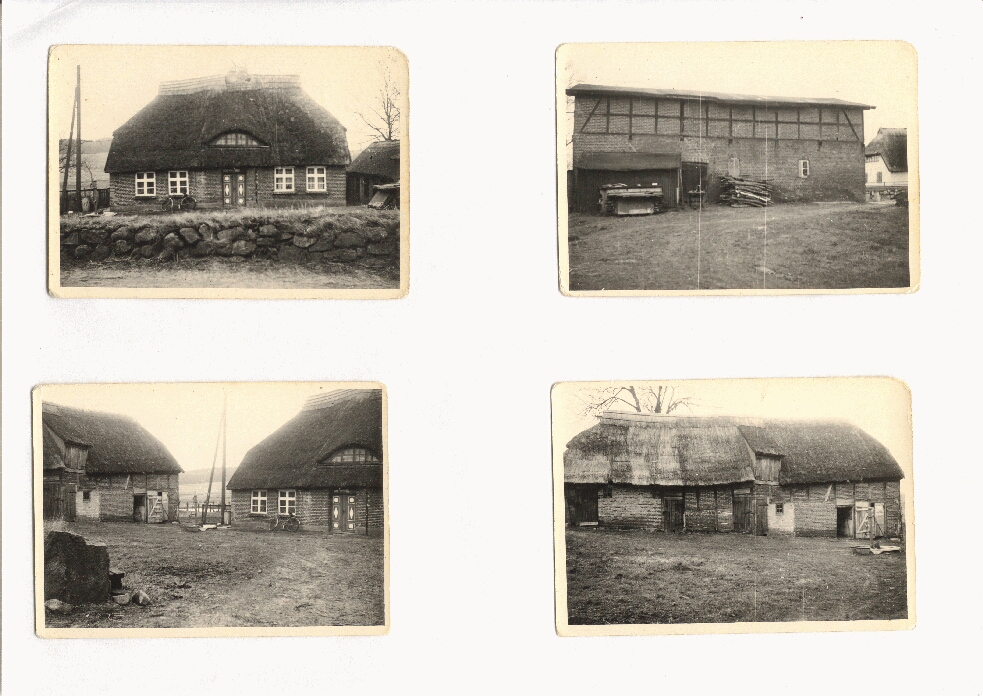
Dorfstraße 22

### Sonstiges
Vilmnitz war im Jahr 1967 Hauptdrehort für die deutsche Filmkomödie Die Heiden von Kummerow und ihre lustigen Streiche.

## Persönlichkeiten
- Johann Christian von Koch (1754–1807), Jurist und Richter am Wismarer Tribunal
- Werner Stötzer (1931–2010), Bildhauer, hatte in der Dorfstraße 22 sein Atelier